# Nagy obszervatóriumok

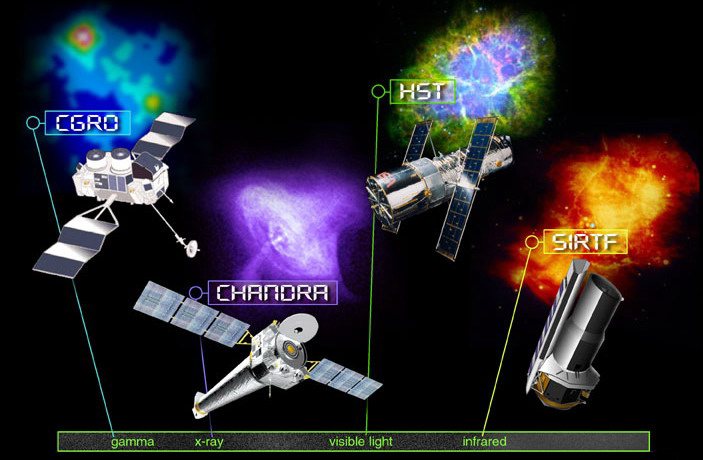
A NASA Nagy Űrobszervatóriumai

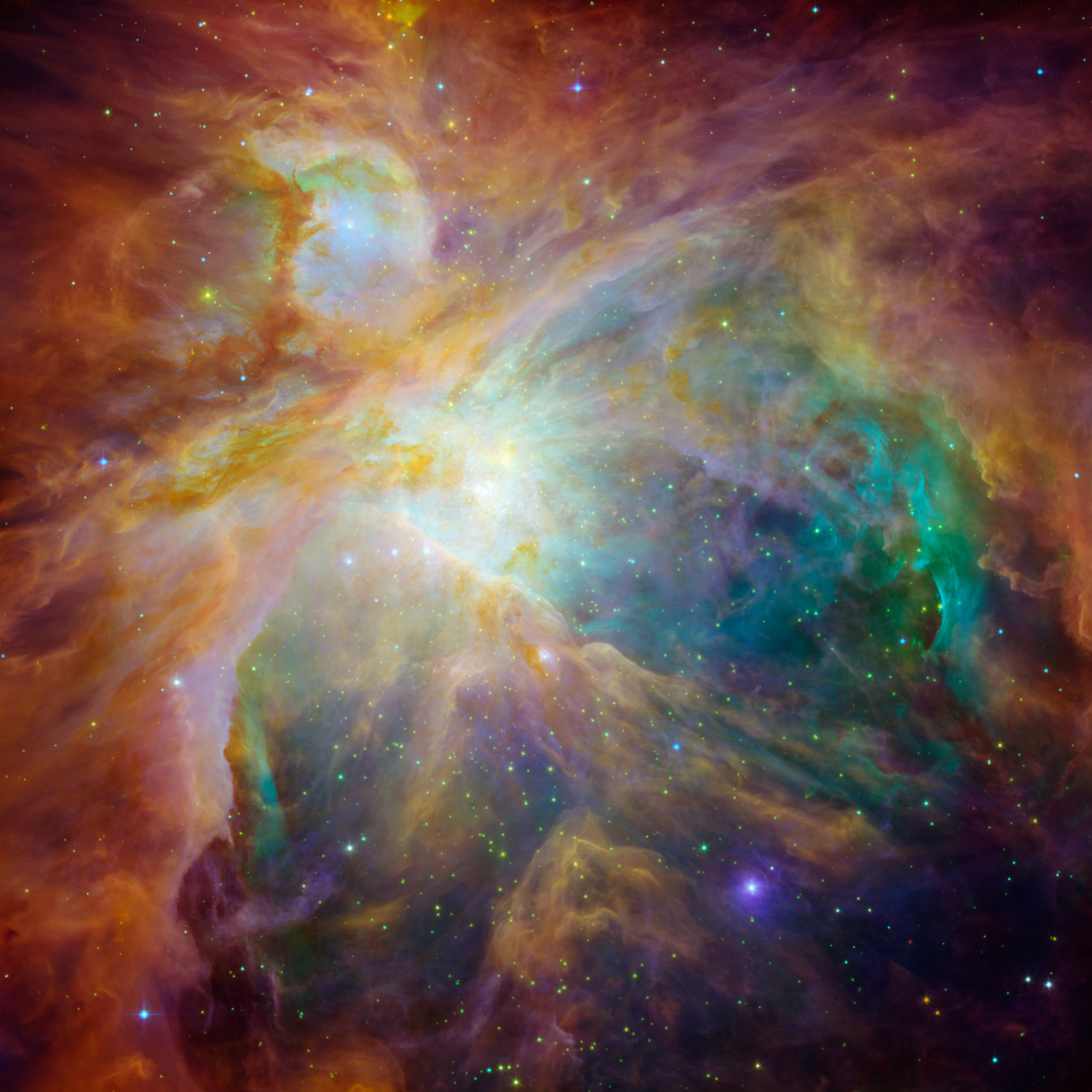
A Hubble és a Spitzer űrtávcső felvételéből összeállított kép az Orion-ködről

A Nagy obszervatóriumok (angolul: Great Observatories) amerikai műholdsorozatba négy nagy teljesítményű űrtávcső tartozik, amelyek az elektromágneses spektrum különböző tartományaiban végeznek megfigyeléseket.

## Űrtávcsövek
- Hubble űrtávcső: látható, közeli ultraibolya és közeli infravörös tartományban végez megfigyeléseket. 1990-ben állították pályára az STS–31 űrrepülésen. Több karbantartó repülésen az űrhajósok javításokat végeztek és a régebbi műszereket újabb műszerekre cserélték le. A Hubble űrtávcső utódja tervek szerint a James Webb űrtávcső lesz.
- Compton űrtávcső: gamma és távoli röntgen tartományban működött. 1991-ben állították pályára az STS–37 repülésen. 2000-ben fejezte be küldetését.
- Chandra űrtávcső: röntgentartományban működik. 1999-ben állították pályára az STS–93 repülésen. Nevét Subrahmanyan Chandrasekhar indiai asztrofizikus tiszteletére kapta.
- Spitzer űrtávcső: infravörös tartományban működik. 2003-ban indították Delta II hordozórakétával. Ez volt a program első távcsöve, amelyet nem amerikai űrrepülőgéppel állítottak pályára.